# 花井吉高
花井 吉高 （はない よしたか）は、戦国時代から江戸時代初期にかけての武士である。

## 人物
1574年（天正2年）、徳川家康に従うと小姓となり伊賀越えに随行、小牧・長久手の戦いでは戦功を立てている。1603年（慶長8年）に武蔵国入間郡北野村知行330石を与えられた。大坂の陣では使番を務めた。晩年は出家した。1639年（寛永16年）死去、享年78歳。